# Loy Krathong
Loy Krathong(ou Loi Kratong, em tailandês ลอยกระทง) é um festival celebrado anualmente em toda a Tailândia. Ocorre na noite de lua cheia do duodécimo mês do calendário lunar tradicional tailandês; no calendário ocidental se coincide, normalmente, com o mês de novembro.
“Loi” significa “flutuar”. “Krathong” é uma balsa com cerca de um palmo de diâmetro fabricada tradicionalmente com uma seção de tronco de bananaeira (as versões modernas utilizam mais o styrofoam, um material isolante de plástico), decorada com folhas da mesma planta, flores, lâmpadas, barras de incenso, etc. Durante a noite de lua cheia, muitas pessoas fabricam pequenas balsas como estas e as fazem navegar pelo rio. Os departamentos governamentais, grandes empresas e outras organizações constroem balsas maiores e melhores elaboradas, em que fazem parte de concursos. E também, durante o festival, há espetáculos de fogos de artifício e concursos de beleza.
O festival, provavelmente, teve sua origem na Índia, pois seria um festival hindu similar ao Diwali, onde se depositam lâmpadas flutuantes sobre o rio Ganges como expressão de gratidão à divindade do rio pela vida concedida ao longo do ano.
Segundo os escritos do Rei Rama IV (1863), o festival, bramânico em sua origem, havia sido adaptado pelos budistas tailandeses como cerimônia em honra de Buda. Também de venerar Buda com as luzes das candelas das pequenas balsas, o ato de fazê-las navegar pelo rio simbolizaria a renúncia e superação de todos os rancores, males e pontos fracos de cada um, a fim de começar uma nova vida sem toda essa negatividade. Antigamente, os tailandeses costumavam cortar as unhas de suas mãos e os cabelos, fazendo-os flutuar também com as balsas, como símbolo das partes negativas de si mesmos que vão deixando para trás. Muitos tailandeses acreditam que deixar um “krathong” flutuando lhes proporcionará boa sorte e o fazem em honra e agradecimento à deusa da água, Phra Mae Khongkha.
Os concursos de beleza que acompanham o festival são conhecidos como "Concursos da Rainha Noppamas". Segundo a lenda, Noppamas foi a consorte do rei Loethai do Sucotai (século XV) e a primeira a fazer flutuar os “krathongs” decorados.
A tradição tailandesa do Loy Kratong teve sua origem na província de Sucotai, sendo que atualmente é celebrado em todo o país, sendo particularmente conhecidos por sua vistosidade os festivais organizados em Chiang Mai e Aiutaia.
Em 2018, está previsto o festival ocorrer entre os dias 21 e 23 de novembro.